# Marika Karlsson
Marika Karlsson (* 6. Juli 1974 in Köping) ist eine ehemalige schwedische Fußballspielerin und A-Nationalspielerin.

## Karriere

### Vereine
Karlsson gehörte im Alter von 16 Jahren dem in Västerås in der Provinz Västmanlands ansässigen Gideonsbergs IF an und kam in der Damallsvenskan, die höchste Spielklasse im schwedischen Frauenfußball, zu ihren ersten sechs Punktspielen im Seniorinnenbereich. Nach ihrem letzten im Juni von 13 Punktspielen der Spielzeit 1997 begab sie sich mit einem Stipendium in die Vereinigten Staaten, um an der in Hartford im US-Bundesstaat Connecticut gelegenen University of Hartford ein Studium zu beginnen. Für das Sport-Team der Bildungseinrichtung, die Hawks, kam sie während ihrer Studienzeit in 43 Meisterschaftsspielen der Conference of New England innerhalb der NCAA III zum Einsatz, in denen sie als Abwehrspielerin sechs Tore erzielte. Mit Fortsetzung ihres Studiums in Marketing an der Lynn University in Boca Raton (Florida), wurde sie von 1999 bis 2000 für das Sport-Team, die Fighting Knights, in 28 Meisterschaftsspielen der Sunshine State Conference innerhalb der NCAA II berücksichtigt, in den sie zehn Tore erzielte.
Nach ihrer Studienzeit nach Schweden zurückgekehrt, fand sie im Allmänna Idrottsklubben aus dem Stockholmer Stadtbezirk Älvsjö ihren neuen Verein. Für diesen kam sie ebenfalls in der höchsten Spielklasse in den Spielzeiten 2001 und 2002 zum Einsatz.

### Nationalmannschaft
Karlsson kam als Nationalspielerin für den SvFF zunächst für die U16-Nationalmannschaft zu Länderspielen. Sie debütierte am 12. Mai 1990 in Tyresö beim 5:0-Sieg im Freundschaftsspiel gegen die U16-Nationalmannschaft Finnlands. Vier weitere Länderspieleinsätze erfuhr sie am 26., 27. und 29. Juni sowie am 1. Juli 1990 (4:1 vs. Finnland, 8:0 vs. Färöer, 1:3 vs. Dänemark, 2:3 vs. Niederlande).
Von 1992 bis 1996 wurde sie in 33 Länderspielen der U21-Nationalmannschaft eingesetzt. Ihre Premiere in dieser Altersklasse hatte sie am 31. März in Warna beim 5:0-Sieg im Freundschaftsspiel gegen die U21-Nationalmannschaft Bulgariens. Am 12. April 1993, am 7. August 1994 und am 1. August 1996 kam sie in drei Begegnungen mit der U21-Nationalmannschaft Deutschlands in Montricoux (1:1), in Havelse (5:1) und in Flarken (1:2) zum Einsatz. Ihr letztes Länderspiel in dieser Altersklasse hatte sie am 2. November 1996 in Cava de’ Tirreni beim 2:0-Sieg im Freundschaftsspiel gegen die U21-Nationalmannschaft Norwegens.
In der A-Nationalmannschaft debütierte sie am 30. August 1995 beim 3:1-Sieg im Freundschaftsspiel gegen die Nationalmannschaft Finnlands in Jakobstad. Am 15. Oktober 1995 bestritt sie mit dem zweiten Spiel der EM-Qualifikationsgruppe 4, beim 8:0-Sieg über die Nationalmannschaft Rumäniens ihr einziges EM-Qualifikationsspiel. Anschließend wurde sie in fünf aufeinander folgenden Länderspielen berücksichtigt (0:4 vs. Norwegen am 21. Januar 1996 in Hamar, jeweils 0:3 vs. USA am 15. und 17. Februar 1996 in  San Antonio und Houston) sowie in drei Spielen im Turnier um den Algarve-Cup 1996 (erstes und zweites Spiel Gruppe B). Am 17. März wirkte sie in Quarteira bei der 0:4-Finalniederlage gegen die Nationalmannschaft Norwegens. Ihr letztes A-Länderspiel hatte sie am 9. Oktober 1996 in Turin beim 1:0-Sieg im Freundschaftsspiel gegen die Nationalmannschaft Italiens.

## Erfolge
Nationalmannschaft
- Algarve-Cup-Finalist 1996

Gideonsbergs IF
- Schwedischer Meister 1992 (über die Play-off-Runde)
- Schwedischer Pokal-Finalist 1991, 1992, 1994